# Thomas Ott
Thomas Ott (Zurich, 10 juni 1966) is een Duitstalige, Zwitserse stripauteur. Daarnaast werkt hij ook als tattoeëerder en speelt hij in de rockgroep Beelzebub.
Ott begon strips te tekenen in de traditie van de Klare Lijn. Onder invloed van Marc Caro begon hij te werken met zwarte kaarten waarop men moet krabben om wit te laten verschijnen. Dit resulteert in sfeervolle maar duistere tekeningen. Inhoudelijk zijn de strips van Ott, die hij vaak baseert op faits divers, moralistisch van aard. Ott gebruikt geen woorden in zijn strips.

## Werk
- Cinema Panopticon (L'Association)
- Greetings from Hellville (Edition Moderne)
- Tales of error (Edition Moderne)
- Dead end (Edition Moderne)
- 73304-4153-6-96-8 (L'Association)
- La grande famiglia (L'Association)
- Exit (Delcourt)
- R.I.P. Best of 1985-2004 (L'Association)

- Bibliothèque nationale de France: cb13072907d (data)
- Gemeinsame Normdatei: 124044522
- International Standard Name Identifier: 0000 0001 0869 9985
- Library of Congress Control Number: no2005091344
- Nationale Bibliotheek van Tsjechië: xx0005220
- Nationale Bibliotheek van Polen: a0000001957913
- LIBRIS: 307147
- SIKART: 10712178
- Système universitaire de documentation: 034335889
- Virtual International Authority File: 12293797
- WorldCat: E39PBJfGXC9FD9cQJ6K4gBGWDq